# Aellopos fadus
Aellopos fadus är en fjärilsart som beskrevs av Pieter Cramer 1775. Aellopos fadus ingår i släktet Aellopos och familjen svärmare. Inga underarter finns listade i Catalogue of Life.

## Bildgalleri

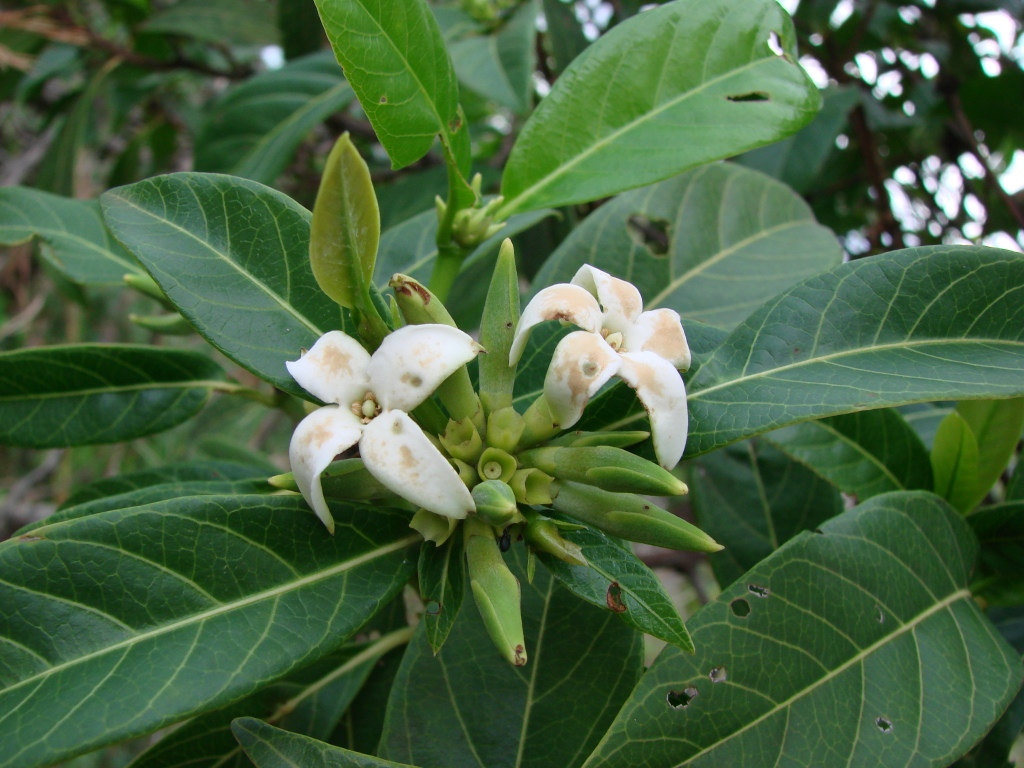

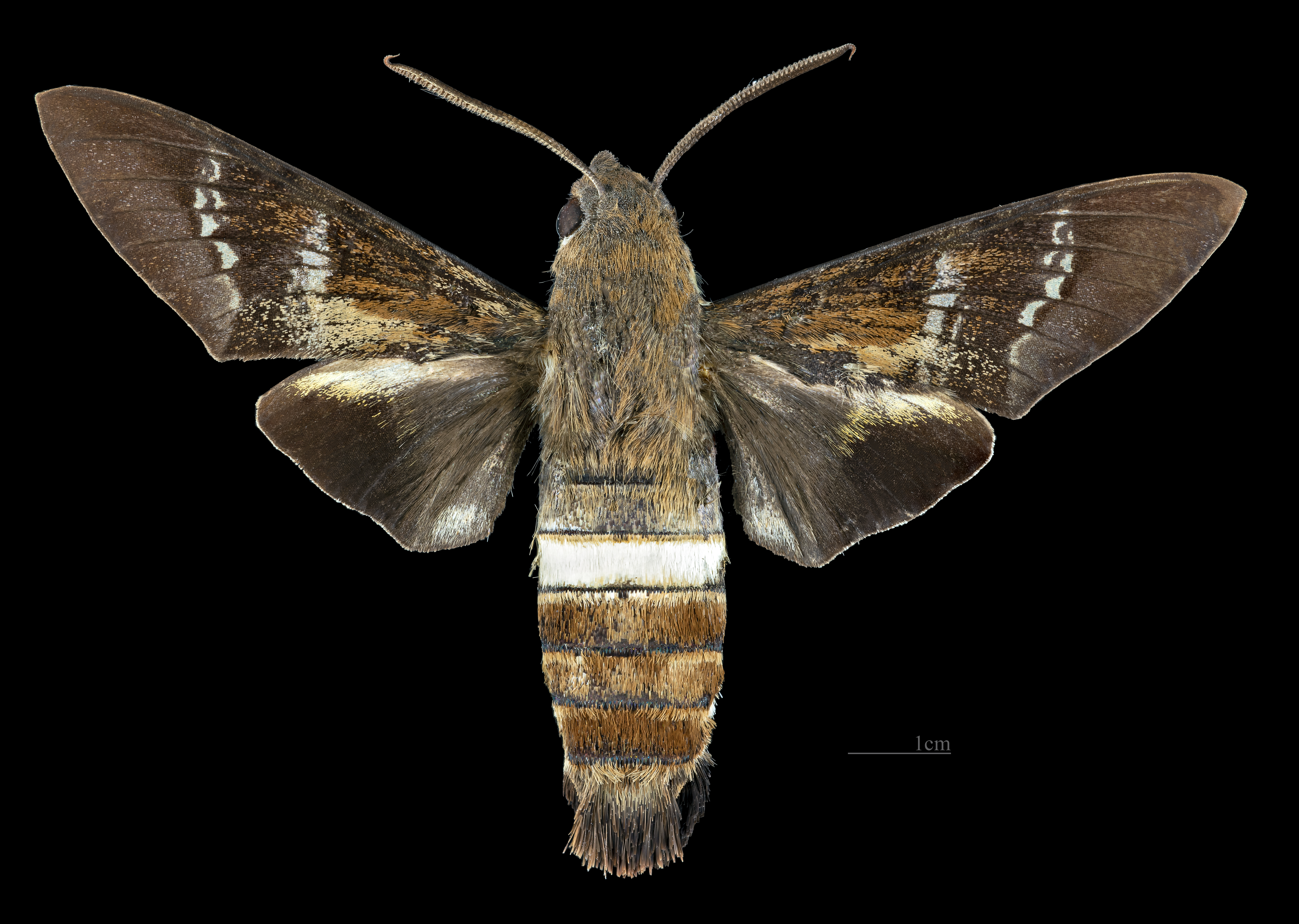
Aellopos fadus ♂
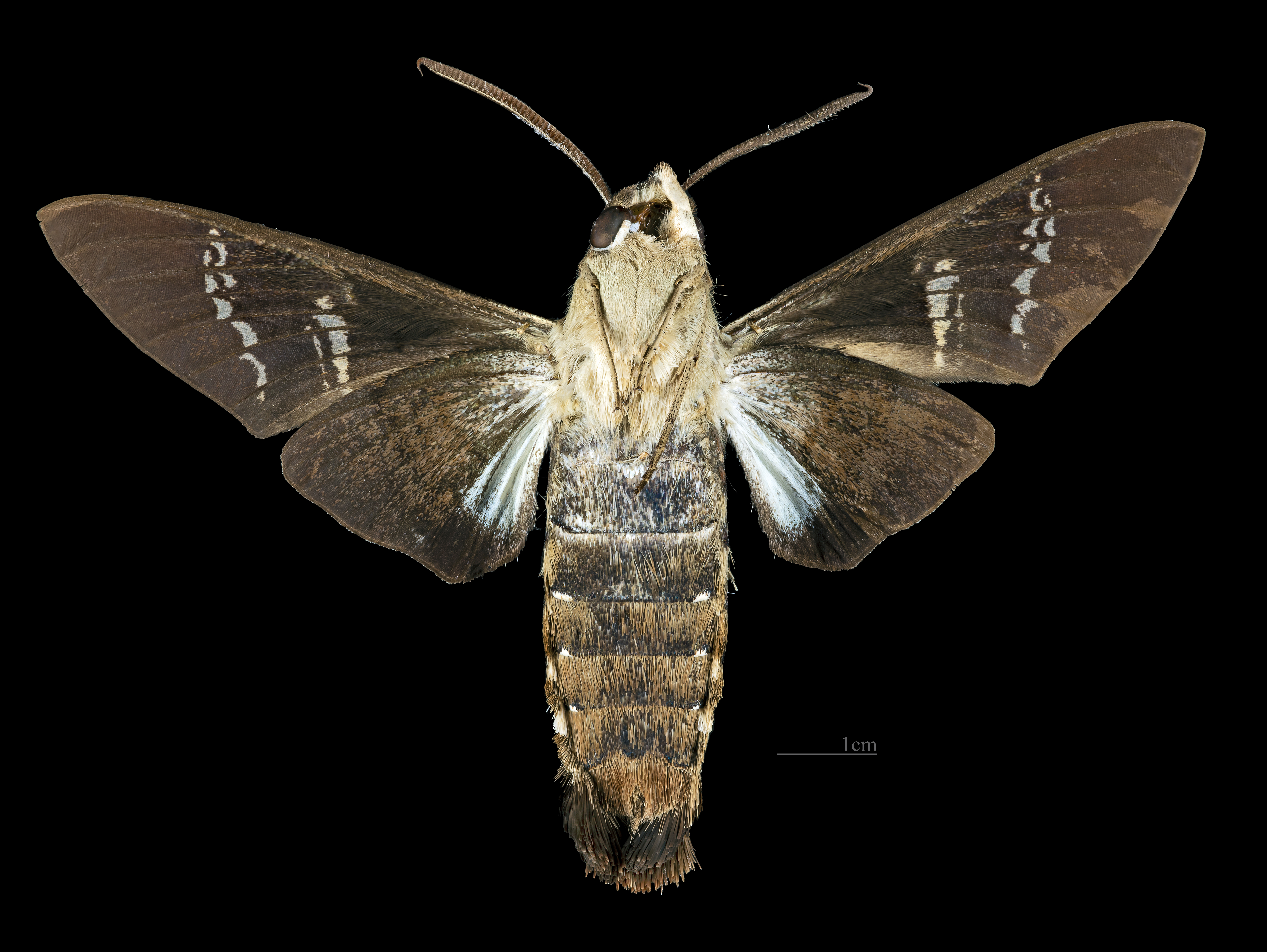
Aellopos fadus ♂   △
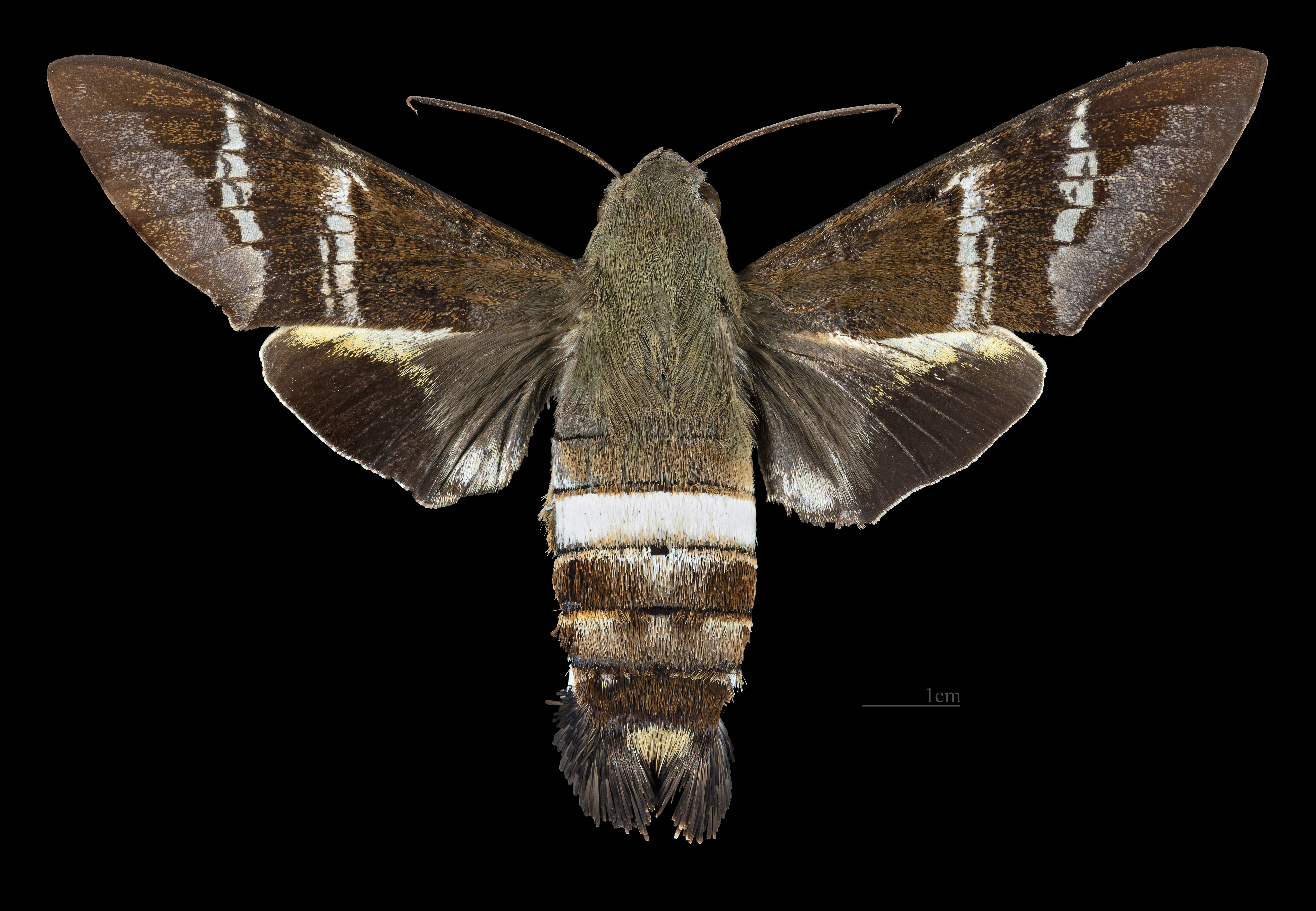
Aellopos fadus   ♀
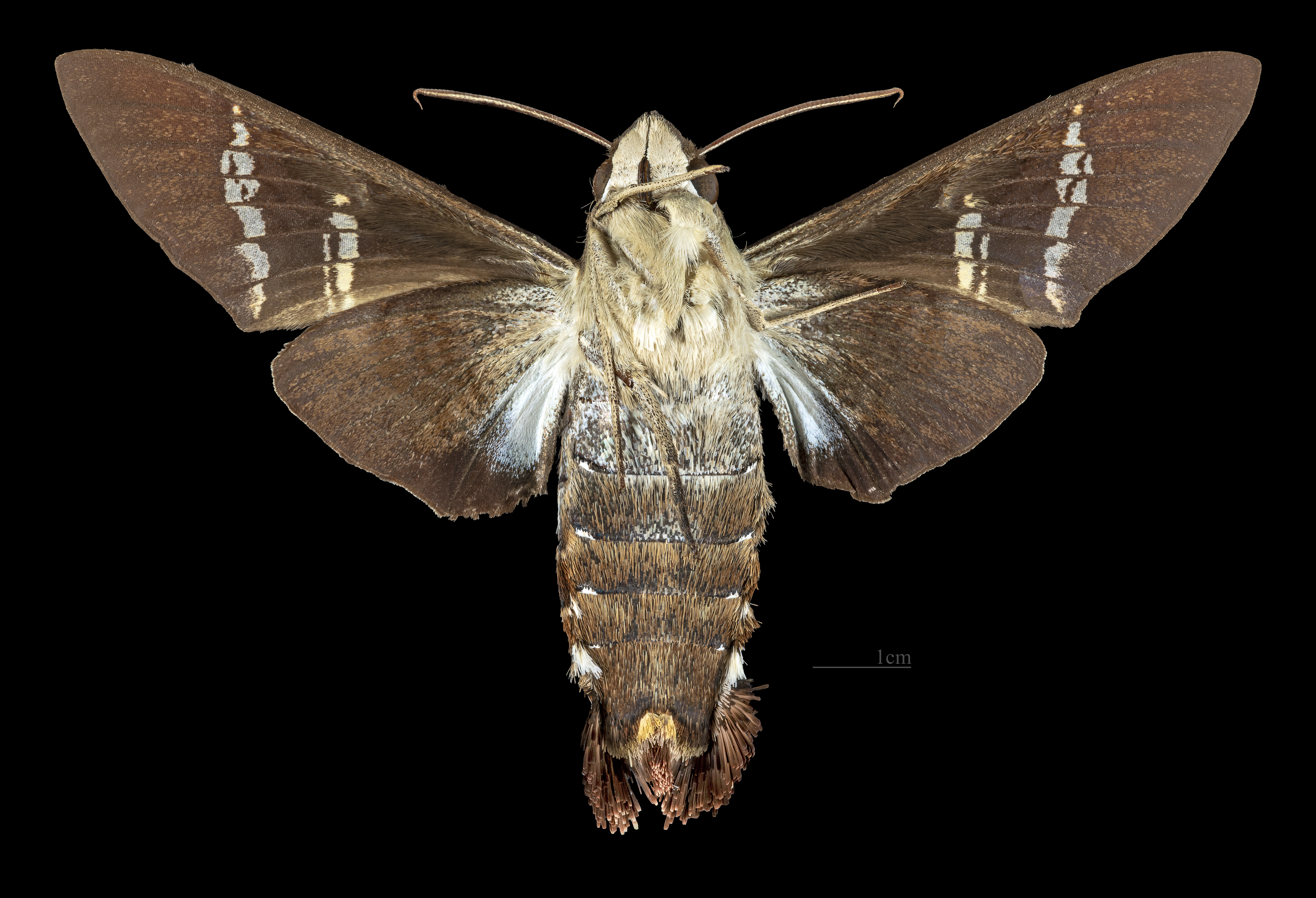
Aellopos fadus ♂  △